# Coeligena
Coeligena – rodzaj ptaków z podrodziny paziaków (Lesbiinae) w rodzinie kolibrowatych (Trochilidae).

## Zasięg występowania
Rodzaj obejmuje gatunki występujące w Ameryce Południowej (Kolumbia, Wenezuela, Ekwador, Peru i Boliwia).

## Morfologia
Długość ciała 11–15 cm; masa ciała samca 4–13 g, samicy 4–8,1 g.

## Systematyka

### Etymologia
- Coeligena: epitet gatunkowy Ornismya coeligena Lesson, 1833; łac. coeligenus „urodzony w niebie, niebiański”, od coelum lub caelum „niebo”; genus „potomstwo”, od gignere „przynosić”[20].
- Helianthea: epitet gatunkowy Ornismya helianthea Lesson, 1839; gr. ἡλιος hēlios „słońce”; ανθειον antheion „kwiat”[21]. Gatunek typowy: Ornismya helianthea Lesson, 1839.
- Bourcieria: Claude-Marie Jules Bourcier (1797–1873), francuski konsul generalny w Ekwadorze w latach 1849–1850, przyrodnik, kolekcjoner specjalizujący się w kolibrach[22]. Gatunek typowy (późniejsze oznaczenie): Ornismya torquata Boissoneau, 1840.
- Conradinia: epitet gatunkowy Trochilus conradii Bourcier, 1847[23]; Conrad Loddiges Jr. (1821–1865), angielski ogrodnik, syn trochilidysty George’a Loddigesa (zm. 1846)[24]. Gatunek typowy: Trochilus conradii Bourcier, 1847[a].
- Homophania: gr. ὁμος homos „uniform”, od ὁμως homōs „podobny, jednakowy”; φανιον phanion „mała pochodnia”, zdrobnienie od φανος phanos „pochodnia”[25]. Gatunek typowy: Trochilus prunellei Bourcier, 1843.
- Hypochrysia: gr. ὑποχρυσος hupokhrusos „zawierający domieszkę złota, pozłacany”, od ὑποχρυςοω hupokhrusoō „złocić, pokrywać złotem”, od χρυσος khrusos „złoto”[26]. Gatunek typowy (późniejsze oznaczenie): Trochilus bonapartei Boissonneau, 1840.
- Lampropygia: gr. λαμπρος lampros „znakomity”; -πυγιος -pugios „-zady”, od πυγη pugē „zad, kuper”[27]. Gatunek typowy: Trochilus wilsoni De Lattre & Bourcier, 1846.
- Diphogena: gr. δι- di- „podwójnie”, od δις dis „dwa razy”, od δυο duo „dwa”; φλογινος phloginos „ognisty, płonący”, zdrobnienie od φλοξ phlox, φλογος phlogos lub φλογια phlogia „płomień”[28]. Gatunek typowy: Helianthea iris Gould, 1853.
- Polyaena: gr. πολυαινος poluainos „bardzo chwalony”, od πολυς polus „więcej”; αινεω aineō „chwalić”[29]. Gatunek typowy: Ornismia torquata Boissoneau, 1840.
- Urania: gr. ουρανιος ouranios „niebiański”[30]. Gatunek typowy: Ornismya coeligena Lesson, 1833.
- Coeligena: w mitologii greckiej Calligeneia lub Kalligeneia (gr. Καλλιγενεια Kalligeneia) była opiekunką pięknych narodzin, epitet Demeter[20]. Gatunek typowy: Trochilus lutetiae De Lattre & Bourcier, 1846; młodszy homonim Calligenia Duponchel, 1844 (Lepidoptera).
- Eudosia: w mitologii greckiej Eudoso, hojna, imię bogini Afrodyty w Syrakuzach, od intensywnego przedrostka ευ- eu; δοσις dosis „dawanie, rozdawanie” (por. ευδια eudia „pokój, spokój”; ωσια ōsia „istota”)[31]. Gatunek typowy: Eudosia traviesi Mulsant, 1876 (= hybryda Coeligena torquata z nieznanym gatunkiem).
- Euphasia: gr. ευ eu „dobry”; φασις phasis, φασεος phaseos „wygląd”[32]. Gatunek typowy: nie podany.
- Pilonia: gr. πιλος pilos „filcowa czapka” (być może jakaś postać z mitologii)[33]. Gatunek typowy: Trochilus prunellei Bourcier, 1843.
- Leucuria: gr. λευκουρος leukouros „białoogonowy”, od λευκος leukos „biały”; -ουρος -ouros „-ogonowy”, od ουρα oura „ogon”[34]. Gatunek typowy: Leucuria phalerata Bangs, 1898.
- Coeliola: zdrobnienie łac. caelum „niebo”[35]. Gatunek typowy: Ornismya coeligena Lesson, 1833.
- Pseudocoeligena: gr. ψευδος pseudos „fałszywy”; rodzaj Coeligena Lesson, 1833[36]. Gatunek typowy: Ornismya coeligena Lesson, 1833.
- Pseudodiphlogaena: gr. ψευδος pseudos „fałszywy”; rodzaj Diphlogena Mulsant & Verreaux, 1876[b][37]. Gatunek typowy: Trochilus violifer Gould, 1846.
- Pseudohomophania: gr. ψευδος pseudos „fałszywy”; rodzaj Homophania Reichenbach, 1854[38]. Gatunek typowy: Trochilus wilsoni De Lattre & Bourcier, 1846.

### Podział systematyczny
Do rodzaju należą następujące gatunki:
- Coeligena prunellei (Bourcier, 1843) – elfik czarny
- Coeligena wilsoni (De Lattre & Bourcier, 1846) – elfik szarawy
- Coeligena coeligena (Lesson, 1833) – elfik brązowy
- Coeligena torquata (Boissonneau, 1840) – elfik wstęgoszyi
- Coeligena violifer (Gould, 1846) – elfik płowy
- Coeligena iris (Gould, 1853) – elfik tęczowy
- Coeligena phalerata (Bangs, 1898) – elfik białosterny
- Coeligena bonapartei (Boissonneau, 1840) – elfik złotobrzuchy
- Coeligena helianthea (Lesson, 1839) – elfik różowobrzuchy
- Coeligena lutetiae (De Lattre & Bourcier, 1846) – elfik płowoskrzydły
- Coeligena orina Wetmore, 1953 – elfik zielony – takson wyodrębniony ostatnio z C. bonapartei[40]